# Schotvanger
Schotvanger of schotgaarder was de benaming voor een belastingontvanger die zorg droeg voor het innen van het schotsgeld. Dat was de aan de landsheer verschuldigde grondrente.
De familienaam 'Schotvanger' komt volgens het Meertens Instituut hier en daar nog voor in Noord-Holland.